# Kalinka

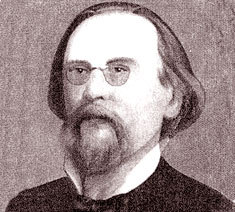
Iwan Petrowitsch Larionow

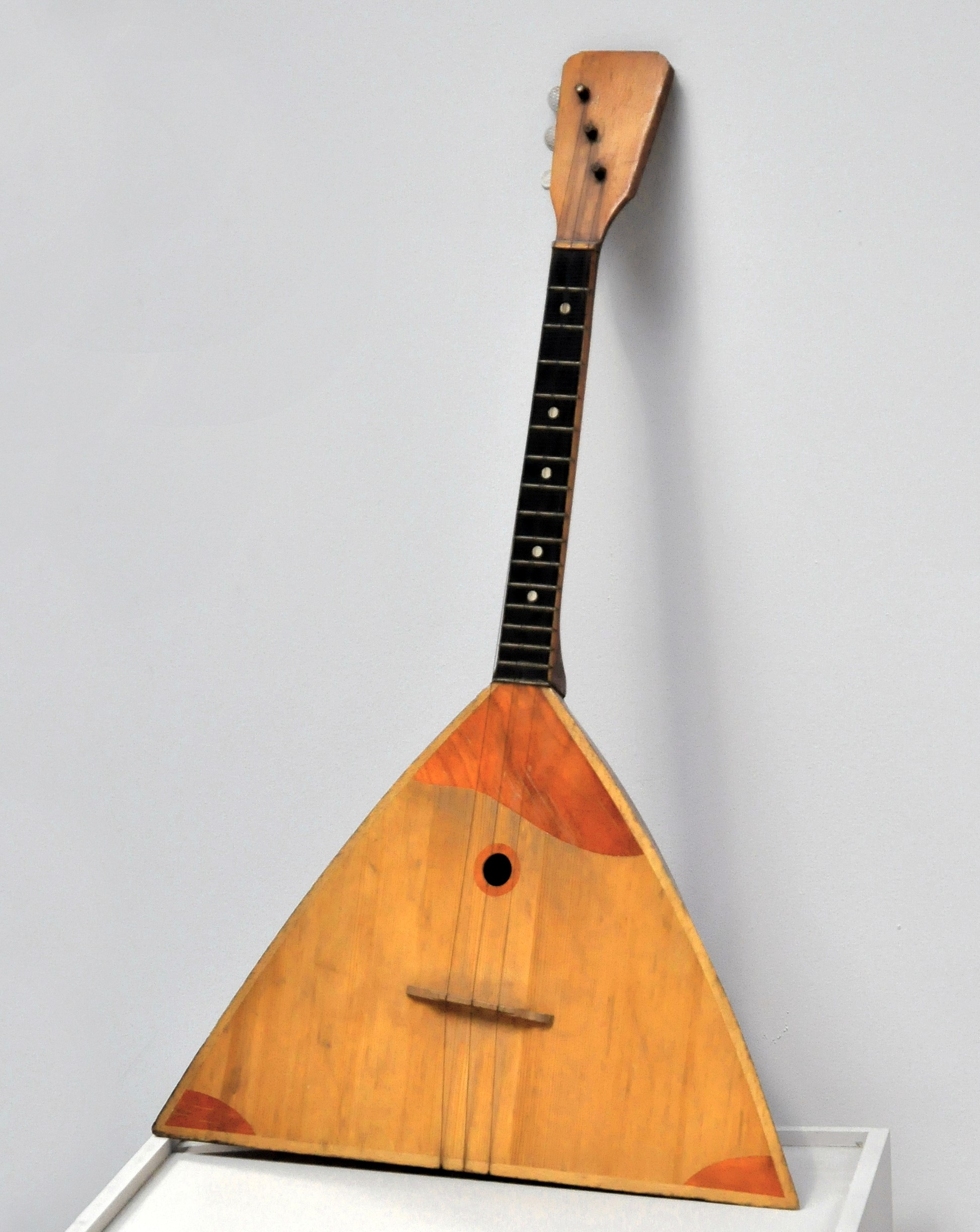
Eine Balalaika

Kalinka (russisch Калинка; dt. „Rote Beere“) ist ein bekanntes russisches Tanzlied aus der Mitte des 19. Jahrhunderts. Es wird heute oft als „klassisches Volkslied“ bezeichnet, obwohl es ursprünglich für ein Theaterstück geschrieben worden war.

## Hintergrund
Das Lied wurde 1860 von dem russischen Komponisten und Volkskundler Iwan Petrowitsch Larionow verfasst. Er schrieb es ursprünglich für ein Theater in Saratow als Teil von Alexei Nikolajewitsch Werstowskis Oper Gromobói (russisch Громобой; „Donnerschlag“). Später fügte er das Lied in den Spielplan des Chores für Volkslieder von Dmitri Alexandrowitsch Agrenew-Slawjanski mit ein. Dies legte den Grundstein für die Popularität des Liedes. Heute ist das Lied auch in Ländern wie Bulgarien und Tschechien beliebt.
Der Name des Volksliedes ist das Diminutiv der Bezeichnungen Kalina (russisch Калина) für die roten Beeren des Gewöhnlichen Schneeballs (Viburnum opulus) und Malinka (russisch Малинка) für die Himbeere (Rubus idaeus). Aus diesem Grund ist das Lied auch unter dem Titel Kalinka-Malinka (russisch Калина-Малинка) bekannt. Dabei lassen sich beide Namen sinnbildlich mit „Rote Beere“ übersetzen, was später zu einem schmeichelhaften Kosewort für „holde Maid“ wurde. Dazu passt, dass die Strophen des Liedes normalerweise von Mädchen gesungen werden, der Refrain von jungen Männern (manchmal auch umgekehrt).
Das Lied gehört dem Genre des sogenannten Naigrischen Typs an, der sich dadurch auszeichnet, dass das Lied in gemächlichem Tempo beginnt und schon bald immer schneller wird, bis nicht mehr dazu getanzt werden kann. In dem Lied Kalinka ist es überwiegend der Refrain, der mit jedem Mal, wo „Kalinka!“ gesungen wird, immer schneller wird. Die meist eher einschlägige Melodie wird dabei notengleich wiederholt. Bei der traditionellen Variante kommen nur drei oder vier Instrumente zum Einsatz: eine Balalaika (eine Art von Laute), eine Gusli (ein weiteres Lauteninstrument) und eine Domra (eine Art von Zither). Dazu wird dann rhythmisch geklatscht und/oder ein kleines Tamburin geschlagen.

## Liedtext
| Original                                                                                             | Transkription                                                                                                  | Übersetzung |
| --- | --- | --- |
| Калинка, калинка, калинка моя! В саду ягода малинка, малинка моя!                                    | Kalinka, kalinka, kalinka moja! W sadu jagoda malinka, malinka moja!                                           | Rote Beere, rote Beere, rote Beere mein, im Garten ist die Himbeere, die Himbeere mein.                                                 |
| Ах, под сосною, под зелёною, Спать положите вы меня! Ай-люли, люли, ай-люли, Спать положите вы меня. | Ach! Pod sosnoju, pod seljonoju, Spat poloschite wy menja. Aj-ljuli, ljuli, aj-ljuli, Spat poloshite wy menja. | Ach, unter der Kiefer, unter der grünen legst Du mich zum Schlafen, Aj-ljuli, ljuli, aj-ljuli, legst Du mich zum Schlafen!              |
| Калинка, калинка, калинка моя! В саду ягода малинка, малинка моя!                                    | Kalinka, kalinka, kalinka moja! W sadu jagoda malinka, malinka moja!                                           | Rote Beere, rote Beere, rote Beere mein, im Garten ist die Himbeere, die Himbeere mein.                                                 |
| Ах, сосёнушка ты зелёная, Не шуми же надо мной! Ай-люли, люли, ай-люли, Не шуми же надо мной!        | Ach! Sosjonuschka ty seljonaja, Ne schumi sche nado mnoi! Aj-ljuli, ljuli, aj-ljuli, Ne schumi she nado mnoi!  | Ach du liebe Kiefer, ach du grüne, rausche doch nicht so laut über mir, Aj-ljuli, ljuli, aj-ljuli, rausche doch nicht so laut über mir! |
| Калинка, калинка, калинка моя! В саду ягода малинка, малинка моя!                                    | Kalinka, kalinka, kalinka moja! W sadu jagoda malinka, malinka moja!                                           | Rote Beere, rote Beere, rote Beere mein, im Garten ist die Himbeere, die Himbeere mein.                                                 |
| Ах, красавица, душа-девица, Полюби же ты меня! Ай-люли, люли, ай-люли, Полюби же ты меня!            | Ach! Krassawiza, duscha-dewiza, Poljubi sche ty menja! Aj-ljuli, ljuli, aj-ljuli, Poljubi she ty menja!        | Ach, Schönheit, junge Seele, hab mich doch lieb, Aj-ljuli, ljuli, aj-ljuli, hab mich doch lieb!                                         |
| Калинка, калинка, калинка моя! В саду ягода малинка, малинка моя!                                    | Kalinka, kalinka, kalinka moja! W sadu jagoda malinka, malinka moja!                                           | Rote Beere, rote Beere, rote Beere mein, im Garten ist die Himbeere, die Himbeere mein.                                                 |